# District de Tolé
Le district de Tolé est l'une des divisions qui composent la province de Chiriqui, au Panama.

## Géographie
Elle est située à l'extrémité orientale de la province de Chiriqui.
Limites :
- Au nord : la région de Ngäbe-Buglé ;
- Au sud : l'océan Pacifique ;
- À l'ouest : District de Remedios ;
- À l'est : Province de Veraguas (District de Las Palmas).

La commune de Justo Fidel Palacios est une exclave isolée du reste du district et de la province de Chiriqui par la région de Ngäbe-Bugle. Dans le corregimiento de Cerro Viejo se trouvent deux enclaves appartenant au district de Müna, de la comarque Ngöbe-Buglé.

## Crédit d'auteurs
- (es) Cet article est partiellement ou en totalité issu de l’article de Wikipédia en espagnol intitulé « Distrito de Tolé » (voir la liste des auteurs).